# 安保法制の廃止と立憲主義の回復を求める市民連合
安保法制の廃止と立憲主義の回復を求める市民連合（あんぽほうせいのはいしとりっけんしゅぎのかいふくをもとめるしみんれんごう、英名：Civil Alliance for Peace and Constitutionalism）は、安全保障関連法廃止を訴える野党統一候補を支援するため、5つの政治団体、市民団体の有志の呼びかけによって2015年12月に結成された連合組織。略称は「市民連合」。

## 沿革・概要
2015年9月19日、安全保障関連法案が国会で可決成立。同年12月20日、安保法に反対する5つの団体の有志は、参議院一人区での野党統一候補擁立を目指し、連合組織である「安保法制の廃止と立憲主義の回復を求める市民連合」を結成した。東京都千代田区で記者会見を開き、趣意(安全保障法の廃止、立憲主義の回復(集団的自衛権行使を容認した閣議決定撤回を含む)、個人の尊厳を擁護する政治の実現)と方針を発表した。参加団体と結成時における団体有志の人名は以下のとおり。
- 安全保障関連法に反対する学者の会（広渡清吾、佐藤学）
- 立憲デモクラシーの会（山口二郎、中野晃一、青井未帆）
- 戦争させない・9条壊すな!総がかり行動実行委員会（高田健、福山真劫、小田川義和）
- SEALDs（奥田愛基、諏訪原健）
- 安保関連法に反対するママの会（西郷南海子、町田ひろみ、長尾詩子）

2016年6月、民進党・日本共産党・社会民主党・生活の党の野党4党と市民連合が、国会内で会合を開き、市民連合の政策要望書に調印した。市民連合からは代表者として山口二郎が出席した。同年7月の第24回参議院議員選挙では、32の1人区全てで野党統一・市民連合推薦候補の擁立を実現し、うち11議席を、比例代表は、当時の野党4党で44の議席を獲得した。
2019年の参院選でも野党共闘の取り組みを後押し、市民連合と4野党1会派との間で1人区での候補者一本化の基本合意と政策協定の調印を5月29日に行い（後述）、32の1人区で10議席を獲得した。
2021年に予定されている第49回衆議院議員総選挙に向けて今後の行動についての申し入れを立憲民主党、日本共産党、社会民主党、れいわ新選組に対し行った。
同年9月8日、立憲民主党、日本共産党、社会民主党、れいわ新選組と衆議院選挙で訴える共通政策を締結した。新型コロナウイルス対策の強化のほか、消費税の減税や原発のない脱炭素社会を追求することなどを掲げた。また、選択的夫婦別姓の実現、格差や貧困を是正するため最低賃金を引き上げ、消費税の減税と富裕層の負担強化によって公平な税制に改めるとしている。

## 2021年の終結と総括
2021年衆議院選挙における野党共闘の議席減少を受けて、市民連合を率いてきた山口二郎から「野党をつなぐ市民連合の役割にも限界があった。」「結局、政党の特殊事情を隠蔽する覆いという役割を持ってしまった。」「政策合意に基づく共闘の実現は熱心な野党支持者を大いに活性化した。特に共産党支持者は熱心に動いてくれた。」「しかし、政党間をつなぐことにエネルギーを費やし、政党や運動の外側にいる人々に野党協力の大義や理念が十分理解されなかったことは現実。」と総括がされた。山口は2022年の参院選や今後の選挙戦略を基礎から考え直さなければならないこと、2015年の安保法制反対運動を起点とする市民運動と野党の協働という文脈はここでいったん終わることを認めるべきこと、市民参加の野党協力というスタイルをどう刷新するかは若い人に考えてもらいたいことを明かした。
立憲民主党の最大支持母体である日本労働組合総連合会の芳野会長は「市民連合、共産党との関係で、かなり現場が混乱した。」「連合としては、共産党、市民連合も含めて、到底受け入れられないことですので。今後も引き続き、党の方には言っていきたい」と市民連合と共産党、2つを中心にした野党共闘に不快感を示した。
他方、山口と並ぶ市民連合の中心メンバーである中野晃一は野党共闘の効果を強調、今後も市民連合の活動を強化すべきだと総括した。元々の目標である安保法制廃止にとどまらず、他の市民運動、フェミニズムの団体などとも連携し、政治を変えていくべきだと主張している。中野によれば、総選挙直後の11月11日に行われた市民連合の拡大運営委員会でも、共闘に否定的な声は全く出なかったという。

## 選挙関連活動

### 政策に関する4野党への要望
2017年、市民連合は、野党4党に対し、衆議院選挙での政策について、以下の要望を出した。
- 9条改正への反対
- 特定秘密保護法、安保法制、共謀罪法などの白紙撤回
- 福島第1原発事故の検証のないままの原発再稼働反対
- 森友学園・加計学園問題、南スーダン日報隠蔽疑惑の徹底究明
- 保育、教育、雇用に関する政策の拡充
- 生活を底上げする経済、社会保障政策の確立
- LGBTへの差別解消施策、女性に対する雇用差別や賃金格差の撤廃、選択的夫婦別姓、議員男女同数化の実現

### 日本共産党との共闘
日本共産党とも共闘していることが、党大会で委員長の志位和夫より述べられている（総がかり行動実行委員会、首都圏反原発連合も同じく共闘団体である）。
日本共産党の機関誌「しんぶん赤旗」において、参院選投票3日前の2016年7月7日に、市民連合や「SEALDs POST」のホームページ等をSNS上で拡散し、「私は…だから共産党」と、「自分が支持する理由や共感する政策を紹介」するよう、呼びかけが行われていた。

### 京都市長選
2024年京都市長選挙の後、インスタグラムにおいて「市民運動の立憲離れと立憲の反共産傾向が加速して野党共闘が再び暗礁に乗り上げると、高笑いするのはまんまと勝利した自民と無傷で終わった維新」と総括したが、山口二郎が「市民連合という団体としての公式見解なのかどうか、確認する必要がある」とするなど関係者から批判が相次ぎ、その後「市民連合のSNSは機関決定した公式見解ではない」として削除した。市民連合はSNSの運営を誰が行っているかは公表していない。

### 野党4党1会派と市民連合による政策協定
2019年5月29日、市民連合は、野党4党1会派と、参議院選挙での政策について、「だれもが自分らしく暮らせる明日へ」から始まる以下の要望書を掲げた。

1. 安倍政権の憲法「改定」とりわけ第9条「改定」に反対、改憲発議そのものをさせないために全力を尽くす
2. 安保法制、共謀罪法など安倍政権が成立させた立憲主義に反する諸法律を廃止
3. 膨張する防衛予算、防衛装備について憲法9条の理念に照らして精査し、国民生活の安全という観点から他の政策の財源に振り向ける
4. 沖縄県名護市辺野古における新基地建設を直ちに中止し、環境の回復を行う。普天間基地の早期返還を実現し、撤去を進める。日米地位協定を改定し、沖縄県民の人権を守る。国の補助金を使った沖縄県下の自治体に対する操作、分断を止める
5. 東アジアにおける平和の創出と非核化の推進のために努力し、日朝平壌宣言に基づき北朝鮮との国交正常化、拉致問題解決、核・ミサイル開発阻止に向けた対話を再開する
6. 福島第一原発事故の検証、実効性のある避難計画の策定、地元合意などのないままの原発再稼働を認めず、再生可能エネルギーを中心とした新しいエネルギー政策の確立と地域社会再生により、原発ゼロ実現を目指す
7. 毎月勤労統計調査の虚偽など、行政における情報の操作、捏造の全体像を究明し、高度プロフェッショナル制度など虚偽のデータに基づいて作られた法律を廃止する
8. 2019 年 10 月に予定されている消費税率引き上げを中止し、所得、資産、法人の各分野における総合的な税制の公平化を図る
9. この国のすべての子ども、若者が、健やかに育ち、学び、働くことを可能とするための保育、教育、雇用に関する予算を飛躍的に拡充する
10. 地域間の大きな格差を是正しつつ最低賃金「1500 円」を目指し、8 時間働けば暮らせる働くルールを実現し、生活を底上げする経済、社会保障政策を確立し、貧困・格差を解消する。これから家族を形成しようとする若い人々が安心して生活できるように公営住宅を拡充する
11. LGBTsに対する差別解消施策、女性に対する雇用差別や賃金格差を撤廃し、選択的夫婦別姓や議員間男女同数化（パリテ）を実現する
12. 森友学園・加計学園及び南スーダン日報隠蔽の疑惑を徹底究明し、透明性が高く公平な行政を確立する。幹部公務員の人事に対する内閣の関与の仕方を点検し、内閣人事局の在り方を再検討する
13. 国民の知る権利を確保するという観点から、報道の自由を徹底するため、放送事業者の監督を総務省から切り離し、独立行政委員会で行う新たな放送法制を構築する

—安保法制の廃止と立憲主義の回復を求める市民連合,立憲野党4党1会派の政策に対する市民連合の要望書 (PDF)

これに続いて「この要望を受け止め、参議院選挙勝利に向けて、ともに全力で闘います。」として、政策協定に調印（署名）した参加者は、
- 立憲民主党・枝野幸男代表
- 国民民主党・玉木雄一郎代表
- 日本共産党・志位和夫委員長
- 社会民主党・福島瑞穂副党首
- 社会保障を立て直す国民会議・野田佳彦代表

しかし選挙後の7月25日、国民民主党の玉木雄一郎は、憲法改正に向けた国会での議論に応じるとともに、安倍晋三首相に党首会談を申し入れる考えを表明した。

### 衆議院総選挙における野党共通政策の提言
2021年9月8日、市民連合は、第49回衆議院議員総選挙にあたって「野党共通政策の提言 命を守るために政治の転換を」を発表して、野党4党はこれに署名した。なお、市民連合は国民民主党にも参加を求めたが、国民民主党は参加しなかった。その理由としては支持母体の連合の民間産別の同意が得られなかったためと報じられている。

衆議院総選挙における野党共通政策の提言 命を守るために政治の転換を
新型コロナウイルスの感染の急拡大の中で、自公政権の統治能力の喪失は明らかとなっている。政策の破綻は、安倍、菅政権の９年間で情報を隠蔽し、理性的な対話を拒絶してきたことの帰結である。この秋に行われる衆議院総選挙で野党協力を広げ、自公政権を倒し、新しい政治を実現することは、日本の世の中に道理と正義を回復するとともに、市民の命を守るために不可欠である。
市民連合は、野党各党に次の諸政策を共有して戦い、下記の政策を実行する政権の実現をめざすことを求める。
1. 憲法に基づく政治の回復
  1. 安保法制、特定秘密保護法、共謀罪法などの法律の違憲部分を廃止し、コロナ禍に乗じた憲法改悪に反対する。
  2. 平和憲法の精神に基づき、総合的な安全保障の手段を追求し、アジアにおける平和の創出のためにあらゆる外交努力を行う。
  3. 核兵器禁止条約の批准をめざし、まずは締約国会議へのオブザーバー参加に向け努力する。
  4. 地元合意もなく、環境を破壊する沖縄辺野古での新基地建設を中止する。

2. 科学的知見に基づく新型コロナウイルス対策の強化
  1. 従来の医療費削減政策を転換し、医療・公衆衛生の整備を迅速に進める。
  2. 医療従事者をはじめとするエッセンシャルワーカーの待遇改善を急ぐ。
  3. コロナ禍による倒産、失業などの打撃を受けた人や企業を救うため、万全の財政支援を行う。

3. 格差と貧困を是正する
  1. 最低賃金の引き上げや非正規雇用・フリーランスの処遇改善により、ワーキングプアをなくす。
  2. 誰もが人間らしい生活を送れるよう、住宅、教育、医療、保育、介護について公的支援を拡充し、子育て世代や若者への社会的投資の充実を図る。
  3. 所得、法人、資産の税制、および社会保険料負担を見直し、消費税減税を行い、富裕層の負担を強化するなど公平な税制を実現し、また低所得層や中間層への再分配を強化する。

4. 地球環境を守るエネルギー転換と地域分散型経済システムへの移行
  1. 再生可能エネルギーの拡充により、石炭火力から脱却し、原発のない脱炭素社会を追求する。
  2. エネルギー転換を軸としたイノベーションと地域における新たな産業を育成する。
  3. 自然災害から命とくらしを守る政治の実現。
  4. 農林水産業への支援を強め、食料安全保障を確保する。

5. ジェンダー視点に基づいた自由で公平な社会の実現
  1. ジェンダー、人種、年齢、障がいなどによる差別を許さないために選択的夫婦別姓制度やLGBT平等法などを成立させるとともに、女性に対する性暴力根絶に向けた法整備を進める。
  2. ジェンダー平等をめざす視点から家族制度、雇用制度などに関する法律を見直すとともに、保育、教育、介護などの対人サービスへの公的支援を拡充する。
  3. 政治をはじめとした意思決定の場における女性の過少代表を解消するため、議員間男女同数化（パリテ）を推進する。

6. 権力の私物化を許さず、公平で透明な行政を実現する
  1. 森友・加計問題、桜を見る会疑惑など、安倍、菅政権の下で起きた権力私物化の疑惑について、真相究明を行う。
  2. 日本学術会議の会員を同会議の推薦通りに任命する。
  3. 内閣人事局のあり方を見直し、公正な公務員人事を確立する。

2021年9月8日
安保法制の廃止と立憲主義の回復を求める市民連合

これに続いて「上記政策を共有し、その実現に全力を尽くします。」として、政策協定に調印（署名）した野党各党の代表者は以下の通りである。
- 立憲民主党・枝野幸男代表
- 日本共産党・志位和夫委員長
- 社会民主党・福島瑞穂党首
- れいわ新選組・山本太郎代表

また、市民連合サイドからは以下の運営委員が調印した。
- 福山真劫（自治労）
- 山口二郎（立憲デモクラシーの会）
- 川原茂雄（戦争させない市民の風・北海道）
- 磯貝潤子（市民連合＠新潟）
- 町田ひろみ（安保関連法に反対するママの会）
- 高田健（総がかり行動実行委員会）
- 中野晃一（立憲デモクラシーの会）
- 広瀬清吾（安全保障関連法に反対する学者の会）

出典。

## 組織
民進党の公式サイトで、市民連合の選挙運動支援の状況が随時紹介されていた。その他、報道などで確認された傘下組織は以下の通り。

### 参加団体
- 立憲デモクラシーの会[1][27]
- 安全保障関連法に反対する学者の会[1][27]
- 戦争させない・9条壊すな!総がかり行動実行委員会[27]
- 安保関連法に反対するママの会[27]
- SEALDs（2016年9月 解散）[27]

### 傘下の地方支部

#### 都道府県レベル
- 「市民の風・北海道」
- 「あおもり市民連合」
- 「ふくしま県市民連合」[28]（福島県）
- 「市民連合横浜☆ミナカナ」（神奈川県）
- 「市民連合@新潟」（新潟県）
  - 2016年新潟県知事選挙で野党候補の米山隆一の選挙運動を共に行っている[29]。
- 「いしかわ市民連合」（石川県）[30]
- 「市民連合みやざき」（宮崎県）[31]
- 「市民と野党をつなぐ会＠東京」（東京都）[32]
- 「市民連合＠京都」（京都府）
- 「関西市民連合」（関西地方）
- 「おかやまいっぽん」（岡山県）
- 「市民連合やまぐち」（山口県）[33]
- 「市民連合ふくおか」（福岡県）
- 「N-DOVE」（長崎県）[34]

#### 市区町村レベル
北海道
- 「市民連合@くしろ・ねむろ」（北海道7区　釧路・根室管内）[35]

東京都
- 「東京1区市民連合」（東京1区　千代田区・新宿区・港区の一部）[36]
- 「みんなで未来を選ぶ＠文京台東中央」（東京2区　文京区・台東区・中央区・港区の一部）[37]
- 「市民と政治をつなごう！市民連合あだち」（東京13区　足立区）[38]

## 提携政党
- 立憲民主党
- 日本共産党
- 社会民主党
- れいわ新選組

## 批判

### 令和6年東京都知事選挙後の投稿
2024年東京都知事選挙で市民連合が支援した蓮舫（無所属）が現職の小池百合子に敗れたばかりか新人の石丸伸二（無所属、元安芸高田市長）にも得票数で及ばなかった結果を受け、市民連合の公式インスタグラムが同年7月11日に「一生懸命に応援した蓮舫さんが、１年後には忘れ去られているのでなければテレビのコメンテーターになってそうな泡まつ候補に抜かれてしまったのは、深く傷つく経験となりました」「変えたいのは政治だけでなく、こんな選挙結果が出てしまう社会でもあった、と改めて思います」と投稿した。この石丸を見下すような態度や、敗因を社会に責任転嫁するといった姿勢に橋下徹や盛田隆二、佐藤章ら著名人からも批判の声が上がった。